# الفيلق الجوي
الفيلق الجوي (بالإيطالية: Aviazione Legionaria)‏ (بالإسبانية: Aviación Legionaria)‏ هو فيلق استكشافي تابع لسلاح الجو الملكي الإيطالي. تأسس سنة 1936 وأُرسِل لتقديم الدعم اللوجستي والتكتيكي للفصيل القومي بعد الانقلاب الإسباني في يوليو 1936 الذي شهد اندلاع الحرب الأهلية الإسبانية.
حارب الفيلق وحلفاؤه الألمان النازيون - فيلق الكندور - ضد الجمهورية الإسبانية وقدموا الدعم للقوات البرية الإيطالية التابعة لفيلق الجنود المتطوعين. وخدم الفيلق الجوي من أغسطس 1936 حتى نهاية الصراع في مارس 1939. كانت قاعدة عملياتهم الرئيسية في مايوركا في جزر البليار.

## البداية
عند اندلاع الحرب الأهلية الإسبانية في يوليو 1936 كان فرانسيسكو فرانكو قائد الجيوش المتمردة في شمال إفريقيا الإسبانية بحوالي 30 ألف جندي ومعه جنود مغاربة تحت إمرته، إلى جانب بعض وحدات المدفعية. ولكي ينقل قواته وعتاده إلى البر الرئيسي لإسبانيا في 24 يوليو 1936، طلب فرانكو من القنصل الإيطالي في طنجة ثم مباشرة من الرائد لوكاردي الملحق العسكري في القنصلية الإيطالية. ومن خلالهم حاول فرانكو إقناع بينيتو موسوليني بإرسال اثنتي عشرة طائرة نقل واثنتي عشرة طائرة استطلاع وعشر طائرات مقاتلة و 3000 قنبلة جوية ومدافع رشاشة مضادة للطائرات وما لا يقل عن 45 سفينة نقل. كان موسوليني مترددًا في البداية في إرسالهم، على الرغم من تعاطفه مع فرانكو، ولكن تحت ضغط من صهره غالياتسو تشانو غير رأيه في 25 يوليو. في غضون ذلك التقى تشانو مع ممثلين عن الملكية الإسبانية لترتيب نقل حوالي ثلاثين طائرة مقاتلة ومعدات أخرى، والتي وصلت في 2 أغسطس أرسلتها الحكومة الفرنسية.

## المساهمة في الحرب الأهلية الإسبانية
في 27 يوليو أمر موسوليني وكيل الوزارة للطيران الجوي الإيطالي الجنرال جوزيبي فالي بإرسال 12 قاذفة من طراز Savoia-Marchetti SM.81 بثلاث محركات مع أطقمها والمتخصصين ذوي الصلة إلى فرانكو، وهي أول مجموعة من المساعدات الإيطالية لفرانكو. وعرفت في البداية باسم «الطيران الثالث» Aviación del Tercio‏ حيث انطلقت في فجر 30 يوليو من مطار كالياري إلماس في سردينيا، حيث التقطت مسؤولين من مدرسة الطيران في أوربيتيلو: جيراركا إيتوري موتي والمقدم روجيرو بونومي، لتطير إلى المغرب الإسباني، وهي منطقة خاضعة لسيطرة المتمردين. وكان جميع طاقم الطائرات والتقنيون متطوعين من العاصفة السابعة والعاشرة والثالثة عشر، وزودوا بملابس مدنية ووثائق مزورة. ومحيت جميع الشارات الإيطالية الموجودة على الطائرات لتجنب وقوع حادث دولي مع الحكومات الأوروبية الموالية للجمهوريين. وذكرت وثائق مزورة أن الطائرات بيعت للصحفي الإسباني لويس بولين.
فقدت خلال الرحلة ثلاث طائرات (بسبب نقص الوقود بسبب الرياح القوية المعاكسة)، واحدة فوق البحر والأخرى هبطت هبوطًا اضطرارياً بالقرب من بركان (في المغرب الفرنسي) والثالثة في سعيدة في الجزائر الفرنسية. واندلعت معهم فضيحة التدخل الإيطالي الذي توسع شيئًا فشيئًا مع مقاتلات Fiat CR.32؛ ولكن فيما بعد تم تشكيل سلاح جوي استكشافي بالكامل، عرف باسم الفيلق الجوي.
تم تنفيذ أول تدخل لها في القتال من قبل مقاتلي CR-32 في عمليات جبهة ماناكور (مايوركا) ضد الإنزال الجمهوري المحبط على الجزيرة (أغسطس - سبتمبر 1936). ومن هنا أسسوا قاعدة عملياتهم الرئيسية في مطار سان خوان حيث مقرهم الرئيسي. في الواقع كانت مايوركا خلال الحرب قاعدة عسكرية إيطالية أصيلة.

### القصف الجوي للمدن

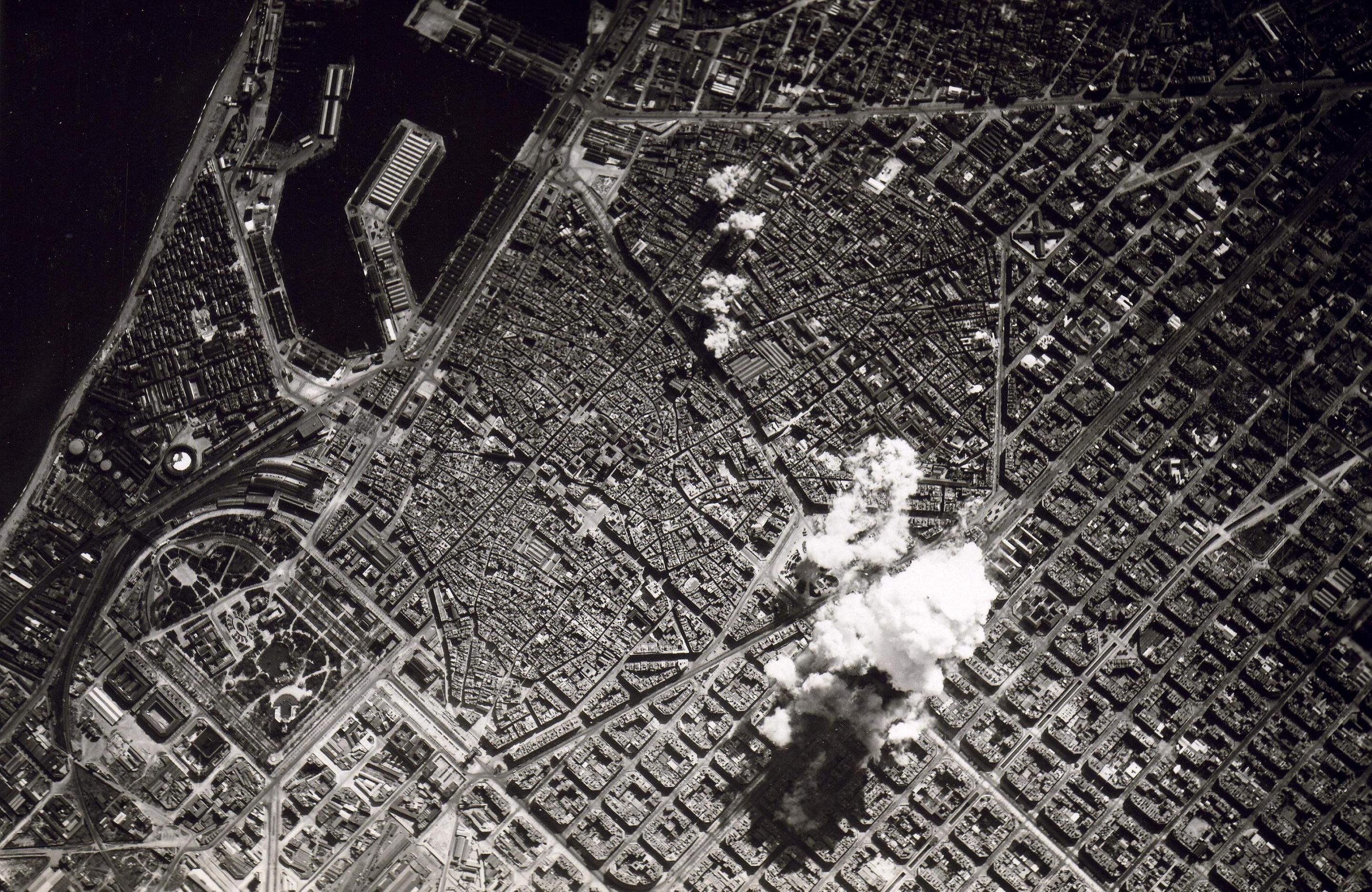
القصف الجوي لبرشلونة مارس 1938

خلال الحرب ، قاموا بتنفيذ العديد من التفجيرات الإستراتيجية على الحرس الخلفي الجمهوري ، مثل قصف دورانجو وقصف جيرنيكا جنبًا إلى جنب مع فيلق كوندور.
إلى جانب الأهداف العسكرية نفذ الفيلق الجوي الإيطالي عددًا كبيرًا من عمليات القصف الاستراتيجي للمدن في عمق مناطق الجمهورية الإسبانية بهدف ترويع السكان المدنيين ودفعهم إلى الاستسلام. كان أهمها قصف مدريد في 1936 بأمر من الجنرال فرانكو، حيث تعرضت المناطق السكنية في المدينة لقصف شديد - باستثناء حي سالامانكا الراقي، والذي كان من المفترض أنه يحتوي على العديد من المؤيدين للتمرد. هاجمت ثلاث قاذفات قنابل إيطالية جسر رينتريا على مشارف غيرنيكا، قبل قصف فيلق الكندور لغرنيكا نفسها في 26 أبريل 1937 تلاه هجوم على ألمرية.
وفي سنة 1938 نفذت الطائرات الإيطالية معظم عمليات القصف، ومن أبرزها قصف برشلونة في مارس وقصف أليكانتي وقصف جرانوليريس وفالنسيا، وكذلك محطة سكة حديد سانت فيسينش دي كالدرز في 1938 وشاطبة في 1939. بالمجمل نفذ الفيلق الجوي الإيطالية 782 غارة جوية على الساحل الأسباني للبحر الأبيض المتوسط الذي سيطر عليه الجمهوريون، وأسقط 16558 قنبلة حيث أوقع العديد من الضحايا.
في 12 مايو 1939 عاد آخر طاقم جوي إيطالي إلى إيطاليا على متن السفينة Duilio من قادس. ومع انتهاء الصراع سجل الفيلق الجوي ما مجموعه 135,265 ساعة طيران في 5318 عملية، وأسقط 11524 طنًا من القنابل ودمر 943 وحدة جوية للعدو و 224 سفينة. قُتل مائة وواحد وسبعون جنديًا إيطاليًا وأصيب 192 بجروح، مع 74 مقاتلًا وثماني قاذفات وطائرتان للهجوم الأرضي وطائرتا استطلاع تم إسقاطهما أو تدميرهما.
كانت نسبة النتائج إلى الرجال والآلات المفقودة إيجابية، لكنها أكدت أيضًا خطأ اعتقاد قادة سلاح الطيران الملكي الإيطاالي بأن الطائرات ذات السطحين والطائرات الثلاثية لا تزال صالحة في القتال الحديث. ولكن في الواقع فإن عصر الحرب الجوية التي هيمنت عليها هذه الطائرات قد ولى، وأصبح من الواضح أن هناك حاجة لتركيب الراديو على جميع الطائرات وأن تصويب القنابل يجب أن يتم باستخدام أدوات خاصة بدلاً من الرؤية. ذلك الاعتقاد الخاطئ كان حاسما بدخول إيطاليا الحرب العالمية الثانية في 1940.